# Martim Silveira
Martim Mércio da Silveira, na Argentina mais conhecido como Martín Mercío Silveyra (Bagé, 21 de abril de 1911 — Rio de Janeiro, 26 de maio de 1972), foi um futebolista brasileiro que atuava como meia.
Participou das Copas do Mundo de  1934 e 1938. Conquistou o troféu "o crack absoluto", em eleição popular promovida pelo Globo Sportivo, como o jogador mais popular do Rio de Janeiro em 1939, ganhando uma limusine Hudson.

## Carreira
Martim Silveira iniciou sua carreira no Guarany Futebol Clube, de Bagé, em 1929. Chegou ao Botafogo em outobru de 1929 para ser campeão do Campeonato Carioca de Futebol de 1930 e 1932 no lado de Nilo Braga e Carvalho Leite sob o comando do treinador húngaro Nicolas Ladanyi.
Martim Silveira teve uma passagem pelo Boca Juniors da Argentina em 1933, onde foi o primeiro brasileiro na história do clube. Ganhou o vice-campeonato argentino de 1933. Em 1934 o meia voltou para o Botafogo, onde venceu em 1934 e 1935 mais dois campeonatos do então Distrito Federal. Permaneceu no alvinegro até 1940, quando encerrou a sua carreira como futebolista.
Pela Seleção Brasileira de Futebol, foi convocado para as Copas do Mundo de 1934 e 1938. Martim também foi campeão da Copa Rio Branco de 1932.
Martim Silveira foi sepultado no 27 de maio de 1972 no Cemitério de São Jõao Batista em Botafogo.

## Títulos
Botafogo
- Campeonato Carioca: 1930, 1932,1934 e 1935
- Taça dos Campeões Estaduais Rio–São Paulo: 1931

Boca Juniors
- Campeonato Argentino: vice-campeão 1933